# Verano de amor
Verano de amor è una telenovela messicana prodotta da Televisa. Si tratta del remake di una famosa telenovela argentina, Verano del '98, adattata per il pubblico messicano. È stata trasmessa dal 9 febbraio al 24 luglio 2009.

## Trama
Verano de amor è la storia di quattro adolescenti che hanno sempre vissuto nella città di Tlacotalpan, Veracruz, in Messico. 

## Cast
- Dulce María: Miranda Perea Olmos de Villalba
- Gonzalo García Vivanco: Mauro Villalba Duarte
- Christina Masón: Zoé Palma
- Brandon Peniche: Dylan Morett Carrasco
- Pablo Lyle: Baldomero Perea Olmos
- Mark Tacher: Dante Escudero
- Victória Díaz Arango: Flora Palma
- Lola Merino: Sofía Duarte
- Ana Layevska: Valéria Michel
- Enrique Rocha: Vito Rocca Provenzano
- Juan Ferrara: Othon Villalba de Limonquí
- Luz Maria Jeréz: Aura De Rocca
- María Fernanda García: Reyna Olmos
- Felipe Nájera: Federico Carrasco
- Sharis Cid: Frida Morett de Carrasco
- Manuel Landeta: Marcos Casar
- Rebeca Manriquez: Zulema Esdregal
- Ariane Pellicer: Adelina Olmos
- Manuel Ojeda: Clemente Matus
- Ari Borovoy: Elías Lobo
- Analía del Mar: Feliciana Clavería
- Lourdes Canale: Etelvina Garcia González
- Juan Carlos Muñóz: Santino Rocca
- Rebeca Mankita: Lina Corvalán
- Jorge Ortín: Adriano Bonfiglio
- Maria Elisa Camargo: Isabela Rocca
- Viviana Macouzet: Jennifer Montili
- Alan Estrada: Fabián Escudero
- Natasha Dupeyrón: Berenice Perea Olmos
- Imanol Landeta: Daniel Gurzan
- Carlos Speitzer: Narciso Sotelo Peréz
- Karla Souza: Dana Villalba Duarte
- Yago Muñoz: Enzo Rocca
- Esmeralda Pimentel: Adalberta Claveria
- Andréa Muñoz: Milena Carrasco
- Manelick de la Parra: Bruno Carrasco
- Alicia Moreno: Sol Montili
- Héctor de la Peña: Rocco Levín
- Martín Barba: Jordí Heidi
- Michelle: Brisa Palma
- Juan José Origel: Bruno Gallaza
- Yessica Salazar: Giovanna Reyes
- Araceli Mali: Fátima Villalobos
- Samantha López: Eugénia Villalobos
- Carmen Rodriguez: Eva Rocca
- Fernando Robles: Donato Vallejo
- Lourdes Munguía: Violeta Palma
- Alejandro Peraza: Custódio Santoscoy
- Rebeca Mankita: Celina Carrasco
- Veronica Jaspeado: Greta Perea Olmos
- Andrea Torre: Sandra Palacios
- Archi Lanfranco: William
- José Carlos Femat: Bobby
- Santiago Toledo: Iván
- Arturo de la Garza: Armando
- Ana Isabel Meraza: Felicitas
- Michelle Renault: Débora
- Ilse Ikeda: Palmira
- Mónica Blanchet: Virgínia
- Rubén Cerda: Rubén
- Pedro Damián: Benito
- Wisin & Yandel
- Christopher Uckermann: Ucker
- Bruno Danzza: Santos Diablitos
- Patricia Cantú: Paty
- Axel Pardo: Axel
- Juan Manuel Puerto: Oso
- José Blanchet: José
- Pope Lopto: Pope
- Axel Valero: Axel
- Mark Batak: Mark

## Produzione
Il messaggio della storia sottolinea la distinzione tra l'importanza di perseguire i propri sogni e l'importanza di perseguire cose materiali. I creatori dello show hanno scelto la città di Tlacotalpan per la sua ambientazione in gran parte a causa della sua bellezza naturale; la trama di Verano de amor incorpora messaggi che promuovono la responsabilità ambientale, un'estensione dell'iniziativa Televisa "Televisa Verde" incentrata sull'ambiente.

## Premi e candidature
| Anno | Premio                     | Categoria                     | Nominato                | Risultato       |
| ---- | -------------------------- | ----------------------------- | ----------------------- | --------------- |
| 2009 | Premios People en Español  | Miglior giovane attrice       | Dulce María             | Vincitore/trice |
| 2009 | Premios People en Español  | Miglior giovane attore        | Gonzalo García Vivanco  | Candidato/a     |
| 2009 | Premios Juventud           | Chica que me Quita el Sueño   | Dulce María             | Candidato/a     |
| 2009 | Premios Juventud           | La Más Pegajosa               | El Verano - Dulce María | Candidato/a     |
| 2010 | Premios TVyNovelas         | Miglior giovane attore        | Gonzalo García Vivanco  | Candidato/a     |
| 2010 | 4º Voces de Turismo Canadá | Miglior produzione televisiva | Verano de Amor          | Vincitore/trice |